# Hydrie Vivenzio
L'Hydrie Vivenzio est une céramique grecque antique à figures rouges attribuée au peintre de Cléophrade (it), datant du Ve siècle av. J.-C. Trouvée à l'intérieur d'un dolium à Nola en Campanie, elle est conservée au musée archéologique national de Naples. Y sont représentés les épisodes qui suivirent l'entrée des Achéens à Troie, lors de la guerre de Troie.

## Histoire
Le vase a été trouvé en 1797 dans la ville de Nola en Campanie par le marchand d'antiquités Pietro Vivenzio, lors de recherches dans une nécropole romaine de tuf et de pierre, au nord de la ville. Il était situé à l'intérieur d'un dolium, un grand récipient en terre cuite, coiffé d'une brique. Le vase contenait les os et les cendres du défunt. Outre le vase, un bijou représentant un aigle, des flacons d'albâtre et une lance en fer ont également été trouvés,.
Après sa découverte, l'hydrie fut immédiatement exposée dans la collection Vivenzio, à l'intérieur du palais familial de Nola.
En 1817, l'ensemble de la collection, composée de 211 objets, fut acheté par le Musée archéologique national de Naples, alors Musée Royal des Bourbons, pour trente mille ducats : l'hydrie était évaluée à dix mille, soit un tiers de la valeur de la collection. Le vase était exposé dans la huitième salle de la Galerie des Vases, sur un piédestal, à la manière d'un stamnos du Peintre de Dinos.

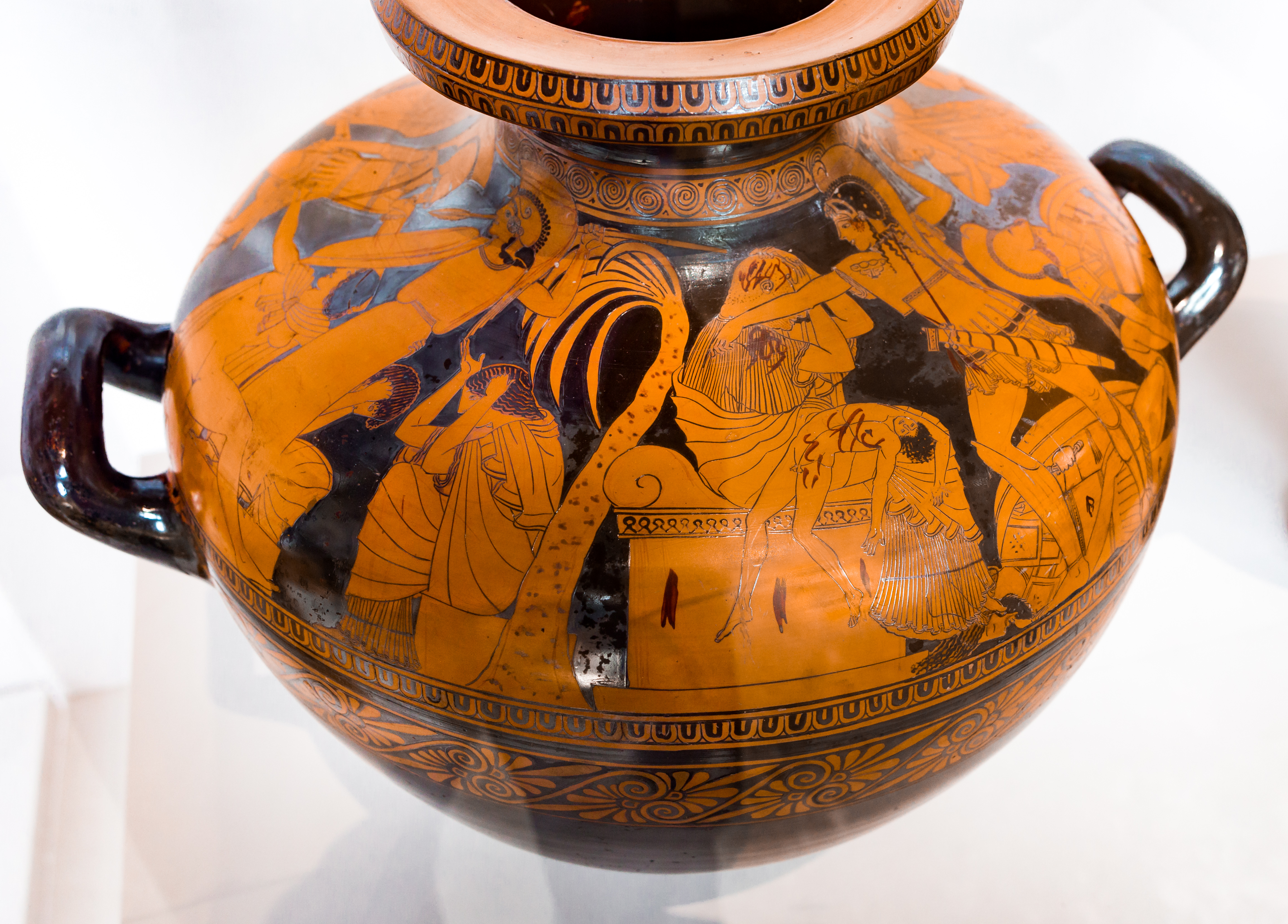
Le vase vu du dessus, avec la scène de l'autel au centre.

## Description
Sont représentées cinq scènes du poème épique perdu Iliou persis (Le Sac de Troie), créées avec la technique de la peinture à figures rouges sur fond noir. À gauche, Énée emporte hors de la ville son père Anchise, tandis qu'à droite, Cassandre, nue, se réfugie derrière un simulacre représentant Athéna Promachos, tout en tendant la main vers Ajax. Sur le côté opposé, Néoptolème est représenté tuant Priam, qui, avec Astyanax mort à genoux, est assis sur un autel taché de sang, avec un couvercle orné de cymatiums. À côté, un Achéen est attaqué par une Troyenne et plus à droite, le sauvetage d'Éthra par ses neveux Démophon et Achamas est représenté.